# Fritz Klein
Fred "Fritz" Klein (27 de Dezembro de 1932 – 24 de Maio de 2006) foi um pesquisador sexual estadunidense, psiquiatra, inventor da Grade de Orientação Sexual Klein e autor. Ele foi também um ativista pioneiro dos direitos bissexuais, que foi uma figura importante no movimento de direitos LGBT moderno.

## Vida
Klein nasceu em Viena, na Áustria, de pais judaicos ortodoxos. Ele e a sua família fugiram à Nova Iorque quando ele era criança, para escapar do antissemitismo.

### Educação
Ele recebeu um BA da Universidade Yeshiva em 1953, e um MBA da Universidade Columbia em 1955. Ele estudou medicina na Universidade de Berna na Suíça durante seis anos, recebendo o seu MD em 1961. Ele praticou como psiquiatra na Cidade de Nova York na década de 70.
Como um bissexual auto-identificado, Klein ficou surpreso com a falta de literatura da sua sexualidade na Biblioteca Pública de Nova York em 1974. Ele foi inspirado a colocar um anúncio em um jornal alternativo da Cidade de Nova York, The Village Voice e fundou um inovador grupo de interesse para a Comunidade Bissexual chamada Fórum Bissexual.

### Grade de Orientação Sexual Klein
Ele inventou a Grade de Orientação Sexual Klein, um sistema multidimensional para descrever a complexa orientação sexual, semelhante à escala "zero a seis" da escala de Kinsey usada por Alfred Kinsey, mas medindo sete vetores diferentes da orientação sexual e identidade (atrações sexuais, comportamento sexual, fantasias sexuais, preferência emocional, preferência social, estilo de vida e auto-identificação) separadamente, como eles se relacionam com uma pessoa no passado, presente e futuro ideal.

### Escrita
Klein publicou The Bisexual Option: A Concept of One Hundred Percent Intimacy em 1978, baseado na sua pesquisa, o primeiro e verdadeiro estudo psicológico mundial sobre a bissexualidade. Ele também co-autorou Man, His Body, His Sex, em 1978, e publicou Bisexualities: Theory and Research em 1986 e Bisexual and Gay Husbands: Their Stories, Their Words em 2001. Ele publicou um romance, Life, Sex and the Pursuit of Happiness em 2005.

### Estabelecimento do AIB & the Journal of Bisexuality
Klein se mudou para San Diego em 1982. Lá ele fundou o Instituto Americano de Bissexualidade (AIB), também conhecido como a Fundação Bissexual, em 1998 para estimular, apoiar, pesquisar e assistir e educar sobre bissexualidade. Klein também fundou o Jornal da Bissexualidade. Ele permaneceu como editor principal do Jornal até a sua morte.
Em 2006 Klein foi diagnosticado câncer, e sofreu uma cirurgia como resultado. Ele morreu inesperadamente em casa de [parada cardiorrespiratória] com 73 anos de idade. Ele foi sobrevivido por dois irmãos e seu parceiro de vida, sr. Tom Reise. Ele doou seu corpo à ciência.